# Adelinde Cornelissen
Adelinde Cornelissen (Beilen, 8 luglio 1979) è una cavallerizza olandese.

## Palmarès

### Olimpiadi
- 2 medaglie:
  - 1 argento (Londra 2012 nel dressage individuale)
  - 1 bronzo (Londra 2012 nel dressage a squadre)

### Mondiali
- 3 medaglie:
  - 1 oro (Kentucky 2010 nel dressage a squadre)
  - 2 bronzi (Normandia 2014 nel dressage a squadre; Normandia 2014 nel dressage freestyle)

### Europei
- 9 medaglie:
  - 4 ori (Windsor 2009 nel dressage speciale; Windsor 2009 nel dressage a squadre; Rotterdam 2011 nel dressage speciale; Rotterdam 2011 nel dressage freestyle)
  - 2 argenti (Windsor 2009 nel dressage freestyle; Herning 2013 nel dressage a squadre)
  - 3 bronzi (Rotterdam 2011 nel dressage a squadre; Herning 2013 nel dressage speciale; Herning 2013 nel dressage freestyle)

### Coppa del Mondo
- 4 medaglie:
  - 2 ori (Lipsia 2011 nel dressage individuale; Den Bosch 2012 nel dressage individuale)
  - 2 argenti (Den Bosch 2010 nel dressage individuale; Göteborg 2013 nel dressage individuale)